# Венаријело (Козенца)
Венаријело је насеље у Италији у округу Козенца, региону Калабрија.
Према процени из 2011. у насељу је живело 36 становника. Насеље се налази на надморској висини од 689 м.